# Charles Cust
Pour les articles homonymes, voir Cust.
Charles Henry Cust (27 septembre 1813 - 19 mai 1875) est un militaire britannique et un homme politique conservateur. 

## Biographie
Il est le deuxième fils de John Cust (1er comte Brownlow), et de sa première épouse Sophia, fille d'Abraham Hume, 2e baronnet. John Egerton, vicomte Alford, est son frère aîné. 
Il est capitaine des Royal Horse Guards. En 1859, il est nommé haut shérif du Northamptonshire et en 1865 est élu au Parlement pour le Shropshire North. Il n'occupe le siège que l'année suivante, date à laquelle son neveu, Adelbert Brownlow-Cust, lui succède. 

## Famille
Il épouse Caroline, fille de Reginald George Macdonald, en 1842. Il est décédé en mai 1875, à l'âge de 61 ans. Caroline est décédée en octobre 1887. 